# 脊足岩瓷蟹
脊足岩瓷蟹（学名：Petrolisthes carinipes）为瓷蟹科岩瓷蟹屬下的一个种。